# Архидам V
Архидам (др.-греч. Ἀρχίδαμος) — царь Спарты в 228—227 годах до н. э. из династии Еврипонтидов.

## Биография
Архидам V был сыном Эвдамида II и Агесистраты. Своё имя, по всей видимости, получил в честь деда — царя Архидама IV.
После того, как в 241 году до н. э. вместе с ближайшими родственниками был казнён обвинённый в стремлении к тирании его брат Агис IV, Архидам, опасаясь за собственную жизнь, бежал из Спарты в Мессению, где нашёл приют у своего проксена Никагора.
В 228 году до н. э. царь Клеомен III из династии Агидов после того, как лакедемоняне, павшие духом вследствие успехов Арата из Сикиона, требовали прекращения войны с ахейцами, уговорил Архидама вернуться. По словам Плутарха, Клеомен, «надеялся, что могущество эфоров уменьшится, если царская власть вернёт себе прежнюю полноту и равновесие». Однако убийцы Агиса IV опасались мести его брата. Поэтому вначале они с показным радушием отнеслись к Архидаму и сами помогли ему попасть в Спарту, но затем немедленно умертвили. Плутарх со ссылкой на Филарха замечает, что, возможно, это произошло против воли Клеомена, но не исключает и той версии, что убийство Архидама произошло с согласия сына Леонида II, пусть и вынужденного.
По свидетельству же Полибия, между Архидамом и Клеоменом был заключён договор при посредничестве Никагора. Однако когда Архидам возвратился в Спарту, Клеомен убил его, пощадив при этом самого Никагора. Впоследствии Никагор, «скорбя о случившемся, ибо почитал себя виновником гибели царя», вступив в сговор с Сосибием, советником царя Египта Птолемея IV, способствовал гибели самого Клеомена и его родных.
После смерти Архидама Клеомен назначил соправителем своего брата Эвклида. Это был единственный случай, когда Спартой одновременно управляли два царя из одного дома.
Архидам был женат на дочери своего родственника Гиппомедонта. В этом браке родились двое сыновей, чьи имена исторические источники не называют. В 220 году до н. э. они были обойдены эфорами во время решения вопроса о престолонаследовании, и корона досталась давшему, по слухам, взятку Ликургу.